# دومینیک لاوانان
دومینیک لاوانان (فرانسوی: Dominique Lavanant‎؛ زادهٔ ۲۴ مهٔ ۱۹۴۴) یک هنرپیشه اهل فرانسه است. وی از سال ۱۹۷۴ میلادی تاکنون مشغول فعالیت بوده‌است.
از فیلم‌ها یا برنامه‌های تلویزیونی که وی در آنها نقش داشته‌است می‌توان به سایه یک شک، کلوچه‌ها، مهمانی، هیولا و پروانه روی شانه اشاره کرد.